# Petalax församling

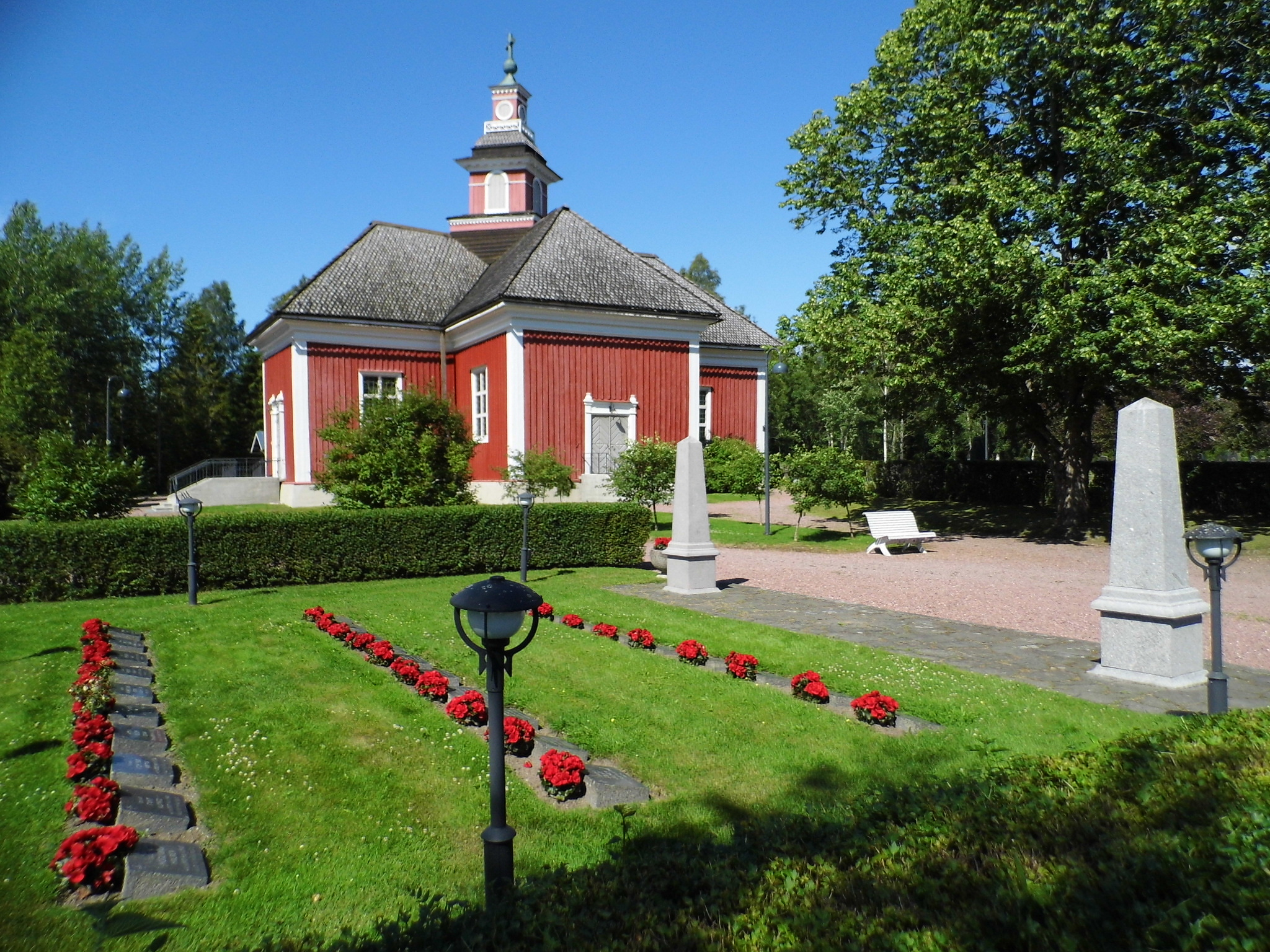
Petalax kyrka och hjältegravarna

Petalax församling är en församling i Korsholms prosteri inom Borgå stift i Evangelisk-lutherska kyrkan i Finland. Till församlingen hör 874 kyrkomedlemmar (08/2018) bosatta i tidigare Petalax kommun som uppgick i Malax 1973.
Kyrkoherde i församlingen är Mats Björklund, som också är kyrkoherde i Bergö församling.

## Historia
Petalax hörde i tiderna till Korsnäs kapellförsamling som i sin tur hörde till Närpes storsocken. Vägen till gudstjänsterna i Korsnäs var lång för Petalaxborna och drömmen om en egen kyrka var stark. År 1805 stod den blivande kyrkan färdig. Byggmästare var Nathanael Rönnblad från Pörtom. Först användes den som bönehus, men 1809 fick Petalaxborna lov att inviga byggnaden till kyrka.
Petalax fungerade först som kapellförsamling under Korsnäs, sedan under Malax, innan församlingen blev självständig år 1926. Idag är församlingen, tillsammans med Bergö och Malax, del av Malax kyrkliga samfällighet.